# Expérience de Fermi-Pasta-Ulam-Tsingou
L'expérience de Fermi-Pasta-Ulam-Tsingou (FPUT) fut la première simulation numérique. Elle étudiait la répartition à long terme de l'énergie d'un système dynamique unidimensionnel de 64 masses couplées entre elles par des ressorts harmoniques perturbés par une faible anharmonicité, sachant qu'un seul mode du système est initialement excité.

## L'expérience FPUT dans l'histoire
La première simulation numérique, c’est-à-dire la première « expérience virtuelle » entièrement réalisée sur ordinateur, fut réalisée en 1953. Son nom rappelle le rôle du physicien Enrico Fermi, de l'informaticien John R. Pasta et du mathématicien Stanislaw Ulam ; deux lignes dans le rapport reconnaissent le rôle de la programmeuse Mary Tsingou, ; d'où le nom proposé aujourd'hui de Fermi-Pasta-Ulam-Tsingou.
À cette époque, on pensait que l'hypothèse ergodique de Boltzmann s'appliquait à tous les systèmes dynamiques non intégrables. Or, si le problème purement harmonique est intégrable, le problème perturbé ne l'est plus. Les trois auteurs de cette simulation s'attendaient donc à observer une « thermalisation approchée » du système perturbé par la faible anharmonicité, l'énergie se répartissant de façon approximativement égale sur les différents modes. Le résultat fut très surprenant : la thermalisation n'a pas lieu, la dynamique réelle du système perturbé étant quasi périodique !
Depuis lors, le théorème KAM nous a appris que la perturbation d'un système intégrable ne conduisait pas nécessairement à un système ergodique, mais que des tores invariants pouvaient subsister dans des régions de mesures finies de l'espace des phases, correspondant à des îlots où la dynamique du système perturbé reste quasi périodique.

## Les équations FPUT
Si l'on note {\displaystyle x_{i}} ({\displaystyle i=1,\dots ,N=64}) le déplacement de la i-ème masse par rapport à sa position d'équilibre, les systèmes d'équations différentielles couplées étudiés numériquement par FPUT sont les suivants :
- anharmonicité quadratique,

{\displaystyle {\ddot {x}}_{i}\ =\ \left(x_{i+1}\ +\ x_{i-1}\ -\ 2\,x_{i}\right)\ +\ \alpha \ \left[\ \left(x_{i+1}\ -\ x_{i}\right)^{2}\ -\ \left(x_{i}\ -\ x_{i-1}\right)^{2}\ \right]},
où {\displaystyle \alpha } est un petit paramètre ;
- anharmonicité cubique,

{\displaystyle {\ddot {x}}_{i}\ =\ \left(x_{i+1}\ +\ x_{i-1}\ -\ 2\,x_{i}\right)\ +\ \beta \ \left[\ \left(x_{i+1}\ -\ x_{i}\right)^{3}\ -\ \left(x_{i}\ -\ x_{i-1}\right)^{3}\ \right]},
où {\displaystyle \beta } est un petit paramètre.